# Lokomotiv Professional Futbol Klubi
Il Lokomotiv Professional Futbol Klubi (in uzbeco Локомотив Тошкент футбол клуби; in russo Профессиональный футболный клуб Локомотив, Professional'nyj Futbol'nyj klub Lokomotiv), nota anche come Lokomotiv Tashkent, è un club calcistico uzbeko con sede a Tashkent.

## Storia
Il club fu fondato nel 2002 e nel 2002-2003 militò già nel secondo livello del campionato uzbeko di calcio. Dal 2004 al 2010 militò in Oʻzbekiston Professional Futbol Ligasi. Nel 2009, guidata dal tecnico Vadim Abramov ottenne il 6º posto in massima serie. Nel 2010, a causa del 13º posto finale, retrocesse in seconda serie, ma l'anno dopo riguadagnò la promozione vincendo il campionato.
Il 12 dicembre 2011 la panchina fu affidata a Khoren Hovhannisyan, che lasciò il club nel giugno seguente, alla scadenza del contratto.
Terzo classificato nella stagione 2012, il club si qualificò alla AFC Champions League 2013, dove fu eliminato dagli emiratini dell'Al-Nasr nei turni preliminari della competizione. Nel 2013 concluse il campionato al secondo posto, ottenendo la qualificazione alla AFC Champions League 2014, dove uscì ancora una volta nei turni preliminari, contro l'Kuwait SC. Raggiunta la finale della Coppa dell'Uzbekistan del 2013, vinse per 1-0 dopo i tempi supplementari contro il Bunyodkor, mettendo in bacheca il primo trofeo della propria storia. In Supercoppa dell'Uzbekistan la squadra fu poi sconfitta dal Bunyodkor. In campionato la stagione 2014 fu chiusa alle spalle del Paxtakor campione, proprio come l'anno precedente. L'8 marzo 2015 il Lokomotiv si aggiudicò per la prima volta la Supercoppa dell'Uzbekistan battendo il Paxtakor per 4-0.
Nel 2016 la squadra si aggiudicò il double, vincendo campionato e coppa nazionale per la prima volta nella storia, dopo tre stagioni consecutive concluse al secondo posto (2013-2015). Il double campionato-coppa fu ripetuto nel 2017, mentre nel 2018 il Lokomotiv ha vinto un altro campionato, il terzo di fila.

## Organico

### Rosa
Aggiornata al 17 marzo 2020.
| N. |                       | Ruolo | Calciatore              |
| -- | --------------------- | ----- | ----------------------- |
| 1  | Uzbekistan (bandiera) | P     | Ignatiy Nesterov        |
| 4  | Uzbekistan (bandiera) | C     | Sherzod Shaymanov       |
| 5  | Montenegro (bandiera) | D     | Slavko Damjanović       |
| 6  | Uzbekistan (bandiera) | D     | Davronbek Umirov        |
| 7  | Georgia (bandiera)    | C     | Kakhi Makharadze        |
| 8  | Uzbekistan (bandiera) | C     | Vadim Afonin            |
| 9  | Russia (bandiera)     | A     | Kirill Pogrebnjak       |
| 10 | Uzbekistan (bandiera) | A     | Marat Bikmaev           |
| 11 | Uzbekistan (bandiera) | A     | Temurkhuja Abdukholiqov |
| 18 | Uzbekistan (bandiera) | A     | Ibrokhim Ganikhonov     |
| 19 | Uzbekistan (bandiera) | C     | Avazbek Ulmasaliev      |
| 22 | Uzbekistan (bandiera) | C     | Komron Saidazimov       |

| N. |                       | Ruolo | Calciatore            |
| -- | --------------------- | ----- | --------------------- |
| 23 | Uzbekistan (bandiera) | A     | Abdulaziz Yusupov     |
| 24 | Uzbekistan (bandiera) | D     | Davron Khashimov      |
| 25 | Uzbekistan (bandiera) | C     | Javokhir Alijanov     |
| 26 | Uzbekistan (bandiera) | D     | Dilshodjon Komilov    |
| 28 | Uzbekistan (bandiera) | D     | Shukhrat Mukhammadiev |
| 33 | Uzbekistan (bandiera) | D     | Oleg Zoteev           |
| 35 | Uzbekistan (bandiera) | P     | Javohir Ilyosov       |
| 37 | Uzbekistan (bandiera) | D     | Sherzod Fayziyev      |
| 70 | Uzbekistan (bandiera) | C     | Oybek Kilichev        |
| 77 | Uzbekistan (bandiera) | C     | Diyorjon Turapov      |
| 80 | Uzbekistan (bandiera) | D     | Farrukhjon Ibragimov  |
| 83 | Uzbekistan (bandiera) | A     | Akhmatdjon Ergashev   |

## Palmarès

### Competizioni nazionali
- Campionato uzbeko: 3

2016, 2017, 2018
- Coppa dell'Uzbekistan: 4

2014, 2016, 2017, 2019
- Supercoppa dell'Uzbekistan: 2

2015, 2019
- Uzbekistan Pro League: 1

2011

### Altri piazzamenti
- Campionato uzbeko:

Secondo posto: 2013, 2014, 2015, 2019
Terzo posto: 2012
- Coppa dell'Uzbekistan:

Semifinalista: 2010, 2013, 2015
- Supercoppa dell'Uzbekistan:

Finalista: 2014
- Uzbekistan Pro League:

Secondo posto: 2003